# Благой Златанов
Благой Попдимитров Златанов е български офицер, полковник.

## Биография
Роден е на 7 юни 1900 година в Сяр. През 1922 година завършва Военното училище в София. Служил е в пети пехотен дунавски полк (1928 – 1929), четиринадесети пехотен македонски полк (1929 – 1932), втори пограничен сектор (1932), четиринадесети пехотен полк (1932 – 1934), 5-и пограничен участък (1934 – 1936), осемнадесети пехотен етърски полк (1936 – 1941). От 1941 година е на служба в пехотна дружина в Гюмюрджина. Назначен е за командир на Петдесет и осми пехотен гюмюрджински полк, с който взема участие във втората фаза на Втората световна война. През 1945 година става интендант на Трета пехотна балканска дивизия. От 1947 година е заместник-командир на дивизията. Уволнен е през същата година.

## Военни звания
- Подпоручик (1 април 1922)
- Поручик (6 май 1925)
- Капитан (1 май 1934)
- Майор (6 май 1940)
- Подполковник (6 май 1943)
- Полковник (6 май 1945)